# Great Wraps
O Great Wraps é um restaurante americano de fast food fundado em 1974, com 51 estabelecimentos em mais de 18 estados, principalmente em praças de alimentação. O seu menu é composto por sanduíches quentes embrulhadas (incluindo o seu emblemático Gyro Wrap), cheesesteaks, tigelas de arroz e smoothies congelados.
A Great Wraps é um franchising, estabelecido como empresa em 1974 e franchisado em 1986. A sede da empresa situa-se em Atlanta, Geórgia. O CEO é Mark Kaplan. A Bonds classificou a Great Wraps como uma das 100 melhores franquias norte-americanas.